# Тахиаташ
Тахиата́ш (узб. Taxiatosh / Тахиатош, каракалп. Taqıyatas / Тақыятас) — город, административный центр Тахиаташского района Республики Каракалпакстан Узбекистана.

## История
Тахиаташ был заложен в декабре 1950 года как посёлок строителей Главного Туркменского канала «Великой стройки коммунизма». Также предполагалось строительство Тахиаташской ГЭС.
15 июня 1952 года была открыта железная дорога Чарджоу — Ходжейли c веткой до Тахиаташа. Из 10 000 работавших на строительстве канала около половины составляли заключённые ГУЛАГа. В 1953 году после смерти Сталина строительство канала было приостановлено, а затем прекращено. В том же году посёлок получил статус города.
В советский период на северо-западной окраине города существовал военный аэродром с асфальтобетонной взлётно-посадочной полосой длиной 2600 м. В начале 1990-х годов аэродром был заброшен и разрушен.

## География
Расположен на левом берегу реки Амударьи, в 12 км к югу от столицы республики города Нукуса. До границы с Туркменией около 5 км.

## Население
Население 64 138 человек (2012).

## Инфраструктура
В городе имеются Тахиаташская ГРЭС, железнодорожная станция и железнодорожный мост через реку Амударью на железнодорожной ветке до Нукуса.